# プレーリーダンの戦い
プレーリーダンの戦い（英: Battle of Prairie D'Ane、またはガムグローブの戦い、モスコーの戦い）は、南北戦争の開戦からちょうど3年が経とうとする1864年4月9日から13日に、カムデン遠征の一部としてアーカンソー州ネバダ郡で起きた戦闘である。この遠征は、北軍のナサニエル・バンクス少将と同海軍のデイビッド・ディクソン・ポーター少将が率いたレッド川遠征と協業する形で始められた。北軍の作戦参謀は、バンクス将軍の軍がルイジアナ州アレクサンドリアからレッド川を北に遡り、もう一方のフレデリック・スティール将軍が指揮する軍がアーカンソー州リトルロックから南に進んで、この2つの軍が合流する姿を描いた。その作戦の目的は、エドマンド・カービー・スミス将軍の指揮する南軍をシュリーブポートの要塞に押し込み、破ることにあった。これに成功すれば、北軍の2つの軍を大きな軍隊に統合して、西のテキサス州に攻勢をかけ続けることが第2段階の幾らか漠然とした姿になっていた。

## 地形と戦略
プレーリーダンは20マイル (32 km) 四方の開けたプレーリーの全周を主に深い松林が囲むという、アーカンソー州南西部の特徴ある地形だった。1864年には、リトルロックの南西100マイル (160 km) ほどにある良く知られたランドマークだった。このプレーリーは交差点にあり、西にはワシントン市があって、1863年9月にリトルロックを放棄してからは、アメリカ連合国アーカンソー州の州都になっていた。プレーリーの東には防御を厚くした都市カムデンがあり、多くの南軍部隊が本部にしていた。南には戦略的なリトルレッド川が流れ、その先にシュリーブポートがあった。
プレーリーダンは、1863年9月10日に北軍がリトルロックを占領した後は戦略的な場所となった。北軍が市内に入ってくると、南軍は急ぎ州の公式文書を集めて、その政府の所在地をワシントンに移した。南軍は南西方向に撤退するときに、ベントンからアーカデルフィアに至る古い軍事道路沿いの数か所に防御工作物を建設し、プレーリーダンの北縁には土と木材で広大な胸壁を建設した。プレーリーで南軍が敗北すれば、北軍にとってワシントンへの道が開けることを意味した。しかし、プレーリーダンは南軍にとって防御に難しい問題があった。一方で、広く開けた平原は防御する砲台にとって砲撃するのに適した草原だった。他方で、その開けた田園が、攻撃する側にとっては部隊を操作し、固定された守備側の塹壕の側面を衝くためのたっぷりとしたスペースを提供することにもなった。リトルロックからプレーリーダンまでの道沿いに造られた南軍の厚い防御用障壁の大半は、奴隷の労働力を使って建設されていた。一方、南軍ゲリラ騎兵の動き回る集団が、リトルロックから行軍してくる北軍に嫌がらせを行うべく派遣されていた。

## 対戦した戦力
この戦闘に参加した守る側の南軍はスターリング・プライス将軍の全体指揮下にあり、主にアーカンソー州とミズーリ州の連隊と、地元民兵隊で構成されていた。その民兵隊はジェイムズ・ファガン、ジョン・マーマデューク、サミュエル・マキシー各将軍の指揮する騎兵3個師団と、ジョン・ウォーカー、トマス・チャーチル、モスビー・パーソンズ各将軍の指揮する歩兵と下馬騎兵の3個師団、さらに砲兵5個大隊があった。アーカンソー州の部隊の多くは徴集兵であり、その内の幾らかはそれ以前の作戦行動に参加し、一旦軍を離れたが、南軍の強制徴募隊によって再徴兵されていた。
攻撃側の北軍はフレデリック・スティール将軍の全体指揮下にある第7軍団であり、フレデリック・サロモンとジョン・セイヤー各将軍の指揮する歩兵2個師団と、ユージーン・カー将軍の指揮する騎兵師団で構成され、砲兵5個大隊が支援していた。攻撃部隊の大半はアイオワ州、ウィスコンシン州、インディアナ州、イリノイ州、オハイオ州、アーカンソー州、カンザス州の出身であり、カンザス州の場合は立ち上げられたばかりのアフリカ系アメリカ人連隊が入っていた。第7軍団のほとんど全ての連隊は、腸チフス、麻疹、マラリア（南部熱）、インフルエンザ、慢性下痢、原因不明のウィルス、慢性のリウマチといった病気や行動障害のために、かなり戦力を落としていた。北部兵は1862年から1863年にヘレナ市周辺のアーカンソー・デルタ地帯で従軍している間に遭遇した湿気た状態によって病気を患っていた。北軍のアーカンソー方面作戦のある時点で、ある師団では病気の兵士が1,000人にもなっていた。アーカンソーの戦域では、北軍の場合戦闘によるよりも病気による死者数の方がはるかに多かった。

## 戦闘
4月3日夜、アイオワ第36歩兵連隊とインディアナ第43歩兵連隊の部隊が、リトルミズーリ川を渡渉した後、翌日朝には南軍から活発に攻撃を受けた。アイオワとインディアナの連隊は、スティールの第7軍団の残り部隊から大砲とライフル銃の支援を受けて、頑強にその橋頭堡を守った。他の部隊は対岸で渡河できる時を待っていた。エルキン浅瀬での戦闘が午前10時頃に始まり、午後遅くまで続いた。その後南軍がその攻撃を中断し、戦場に多くの死者や死に掛けた者を残した。アイオワ第36歩兵連隊もインディアナ第43歩兵連隊も、あまり被害を出さなかった 。
スティールの軍団は4月4日にエルキン浅瀬で南軍を破った後、舟橋でリトルミズーリ川を渡った。スティールの軍団には、2日前にアーカンソー州北西部からジョン・M・セイヤー准将のフロンティア師団が到着して補強され、浅瀬の南側で数日間宿営した後、リトルミズーリ川沿いを南に下ってプレーリーに向かった。高台に現れたスティールの軍団は、コーネリアス未亡人のプランテーションハウスで数日間休み、負傷した南軍兵から前面にいる南軍の勢力と部隊に関する貴重な情報を取得した。コーネリアスのプランテーションから偵察を出し、プレーリーの北縁を守る丸太と土の広大な胸壁を観察した。4月10日、コーネリアスのプランテーションから南に進軍して、南軍の前線に遭遇し、主に大砲の砲撃、騎兵、歩兵の散兵で南軍を駆逐し、約1マイル (1.6 km) 進んだがそこで止められた。4月11日の午後は小競り合いが続いた。南軍は決死的な抵抗をしなかったが、遅延させる動きをしながら後退した。さらに南の州都ワシントンで抵抗する意図を持っており、シュリーブポートでカービー・スミスから援軍を得られるという期待もあった。プレーリーでの戦いでは、スティールの歩兵の大半がプレーリーの北にある高台に沿った予備陣地に置かれた。南軍は、北軍の大変正確な砲撃によって支援された歩兵散兵と騎兵によって、その防御工作物から押し出されていった   。
北軍第7軍団はリトルロックから行軍して来て、食料を消費し、周辺ではほとんど食料を調達できなかったので、家畜の餌や兵士の食料を直ぐにでも入手する必要性があった。スティールの情報報告書は、シュリーブポートに行ったバンクス指揮下の北軍が、カービー・スミス軍のために大敗を喫し、止められたという噂を入手し始めていた。スティールは、バンクスの組み立ての悪いレッド川方面作戦を支援するためにアーカンソー州南西部の荒野に行軍することの是非を常に疑っており、陸軍士官学校で同級生のユリシーズ・グラントから移動を命じる直接命令を受けるまで、リトルロックを出発することを遅らせていた。この時点で敵の領土深く入って来ており、その軍隊は食料に不足し始め、ラバや馬の飼料も不足し、雨でぬかるんだ泥道を行進していた。スティールはシュリーブポートに到着できる可能性を次第に疑うようになっていた。4月12日にスティールを支援するための補給部隊がリトルロックを出発したが、ぬかるんだ道路のために到着が遅れるのは確実だった。さらに、バンクスが敗れたという噂が本当ならば、カービー・スミスが進路を変え、その恐ろしい軍隊の全体を北に向けて、圧倒的な勢力で攻撃してくることが分かっていた。スティールは師団長や旅団長と相談した後に、東に動いてカムデンを占領し、そこで軍隊を休ませ、捕獲した食料を補給し、バンクスの敗北という噂を確認する情報を待つことにした。
スティールは明らかな陽動作戦の中で、セイヤーのフロンティア師団に後衛を務めさせ、プレーリーの南で敵を戦闘に引き込んで牽制を行い、その間に本隊がカムデン道路を見破られずに東に進むことにした。セイヤーはこの後衛陽動作戦を完璧なタイミングで行い、プレーリーの南東縁にあるモスコーチャーチと呼ばれる小集落で南軍を激しい戦いに引き込んだ。一方スティールの本隊はカムデンに進み、最小の抵抗を受けて防御の厚いその都市を占領した。スティールはカムデンに到着して、物資が乏しいことが分かり、さらにレッド川でのバンクスの敗北を確認し、カムデンから退却して軍隊を救うことに決めた。4月18日に、ポイゾンスプリングスで北軍輜重隊が厳しい待ち伏せを受けて、500両近い荷車と1,200頭のラバを失った後、4月25日のマークスミルズの戦いで敗北した。スティールの第7軍団は4月27日早朝にカムデンを離れ、北に向かった。セイリーン川までの全ての行程で南軍の追撃を受けたが、4月29日から30日のジェンキンスフェリーの戦いでは反転攻勢をかけて南軍に大勝した。
プレーリーダンの戦いの戦場跡はアメリカ合衆国国家歴史登録財に指定され、カムデン遠征国定歴史史跡の一部となっている。